# Massacre de Be'eri
Le massacre de Be'eri se déroule le 7 octobre 2023, au début de la guerre à Gaza depuis 2023, dans le cadre de l'attaque du Hamas contre Israël.
Des membres des brigades al-Qassam du Hamas, après avoir pénétré en Israël à partir de la  bande de Gaza, perpètrent un massacre dans le kibboutz de Be'eri.
La liste des victimes comprend 96 civils (90 pendant l'attaque et 6 en captivité), 1 combattant volontaire, 7 officiers de police et 19 soldats de l'armée israélienne.
Quatre des otages morts sont tués par Tsahal selon le Hamas,. Tsahal le nie mais admet que l'otage Sahar Baruch a été tué lors d'une tentative de sauvetage.

## Contexte
Le kibboutz de Be'eri est situé dans le conseil régional d'Eshkol, au nord-ouest du désert du Néguev, à proximité de la frontière entre la bande de Gaza et Israël.
La communauté, fondée en 1946, compte 1 200 habitants.
Elle reste centrée sur les idéaux collectifs qui ont marqué sa création. L'imprimerie de la communauté est son principal moteur économique, tandis que le réfectoire constitue un lieu de rassemblement quotidien.
Le massacre de Be'eri se déroule un jour de Shabbat et de fête de Sim'ha Torah, jour férié en Israël.

## Attaque
Les assaillants du Hamas envahissent le kibboutz le 7 octobre 2023 vers sept heures au même moment que l'attaque du festival de musique de Réïm. Ce groupe est composé de militants appartenant au bataillon Nuseirat des Brigades Izz ad-Din al-Qassam dirigé par Moathe Abed al-Rahman,. Le commando s'élève à 70 hommes et se déplace à l'aide de motos et camionnettes, après avoir franchi la barrière de séparation. Ils sont armés de mitrailleuses et de lance-grenades. Les militants du Hamas sont divisés en escouades ayant chacune « une mission et une zone d’opération propre » sachant ce qu'elle doit faire et l'une d'elle installe son quartier général dans une école maternelle du village, alors que deux jardins d'enfants deviennent le siège local du Hamas.
Ils sont accompagnés d'une équipe de cameramen qui documentent l'attaque et la présentent comme une victoire palestinienne.
Durant ces événements, les caméras de surveillance du kibboutz enregistrent l'irruption de citoyens palestiniens dont des enfants, des handicapés ou des personnes âgées, arrivés en camionnette ou en vélo tout au long de la matinée du 7 octobre et pillant tout ce qui se trouvait à proximité, comme des vélos, des téléviseurs et d'autres objets, et même tentant de voler un tracteur du kibboutz,.
L'attaque et les combats durent environ 17 heures alors que le groupe de défense du kibboutz commence par affronter seul les agresseurs, avant que les forces armées israéliennes interviennent d'abord avec un hélicoptère devenu rapidement inopérant puis avec plusieurs unités d'élite dans l'après-midi de ce même jour, en prenant des « décisions difficiles » comme « bombarder des maisons avec leurs occupants afin d'éliminer les terroristes ainsi que les otages » selon le témoignage de Tuval Escapa, responsable de la sécurité du kibboutz, tandis que d'autres sont libérés après 18 heures de captivité. Les combats cessent ainsi le lendemain vers midi après la neutralisation que les 103 assaillants palestiniens aient été tués.

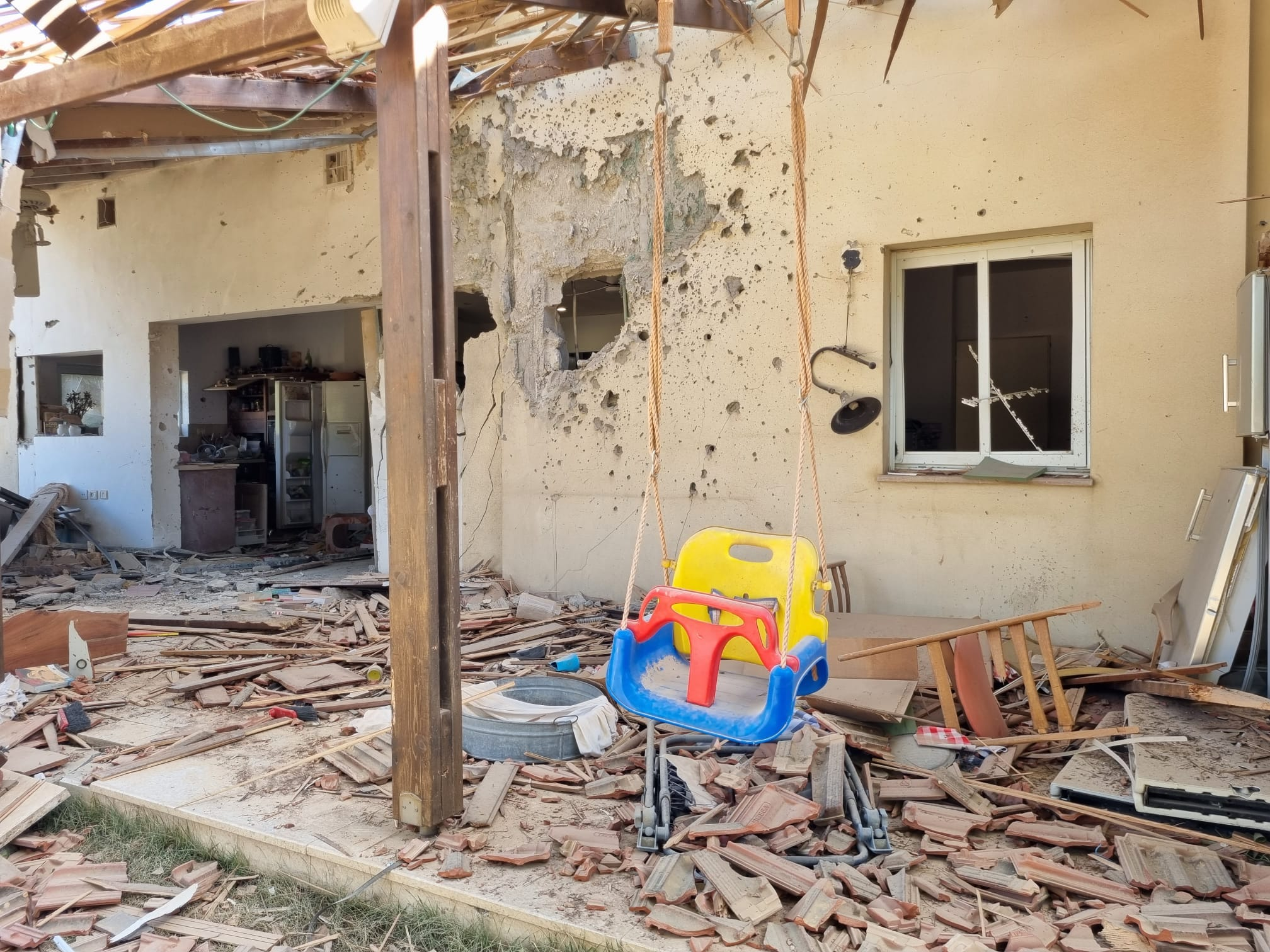
Après le massacre, cour d'une maison détruite (16 octobre 2023)

Le bilan de l'attaque est de 102 morts. Le chef régional de l'organisation humanitaire ZAKA s'occupant d'identification des corps, indique à Sky News qu'il a découvert « deux tas de dix enfants chacun attachés dans le dos » et brûlés vifs à Be'eri, et qu'environ 80 % des cadavres recueillis à Beeri et à Kfar Aza présentent des signes de torture. L'information est abondamment relayée par les médias internationaux, mais s'avère fausse. Un mois après, la liste globale des victimes publiée en ligne par Haaretz mentionne moins de 30 mineurs dont 7 ayant moins de 11 ans. Au moins 50 personnes ont été enlevées dont des femmes, des enfants et des nourrissons,.
Parmi les victimes figure Viviane Silver, militante d'organisations humanitaires israéliennes œuvrant pour les droits de l'homme palestiniens dans les territoires occupés, ou conduisant des Gazaouis malades vers des hôpitaux israéliens.
L'ONG Human Rights Watch conclut à des crimes de guerre commis par le Hamas.
Après les combats, le kibboutz dévasté de Be'eri ressemble à un camp militaire, avec de tous côtés des chars, des véhicules militaires, des soldats et des volontaires de ZAKA.
Les habitants sont évacués vers des hôtels de la Mer morte, puis dans un autre kibboutz à 49 km de Be'eri. L'avenir de la communauté est incertain.

## Suites

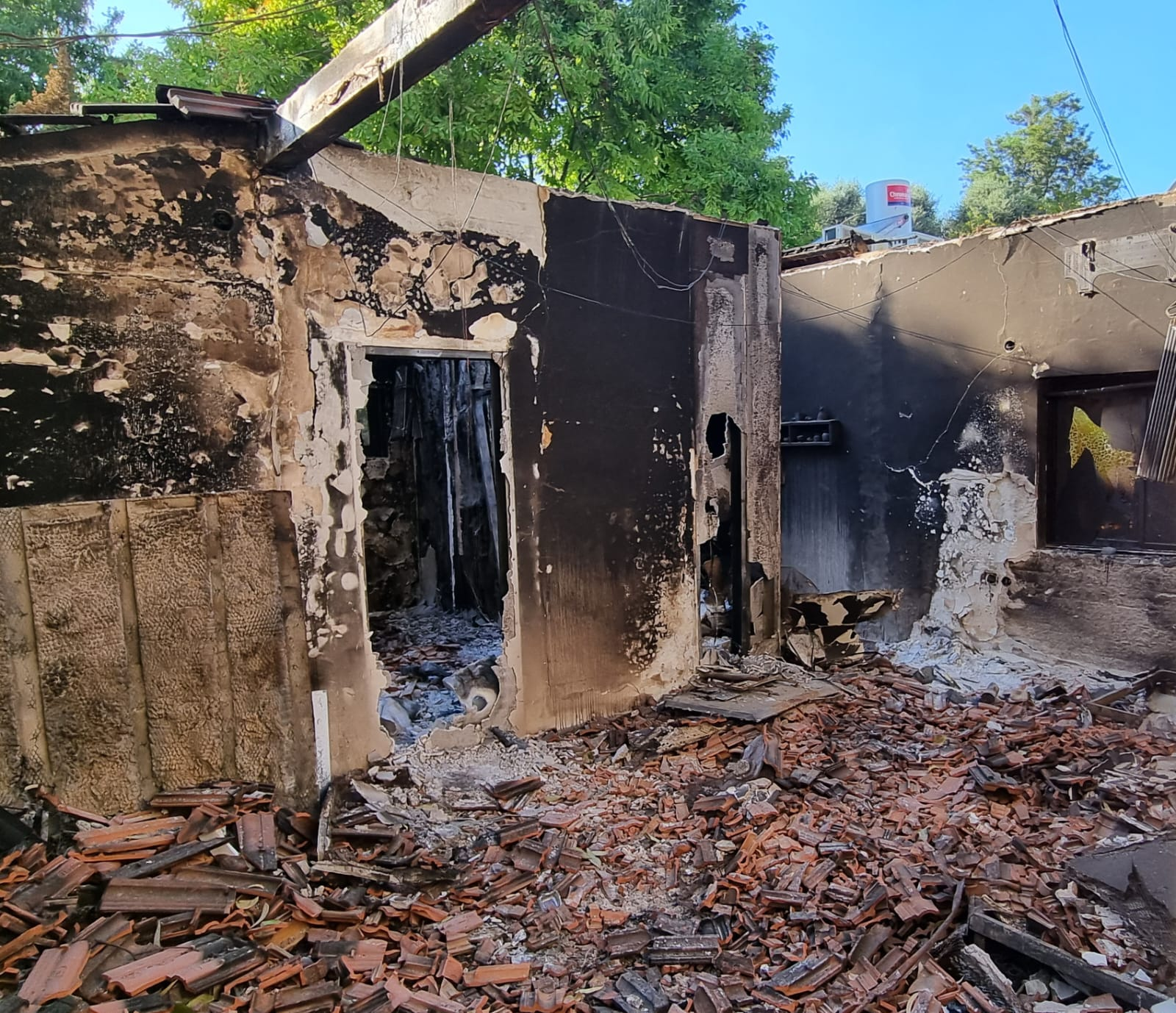
Un immeuble résidentiel incendié dans le kibboutz de Be'eri.

En réponse au massacre dans ce kibboutz et dans les autres villages environnants, Israël lance l'opération Épées de fer.

## Enquête
L'armée israélienne a lancé une enquête menée par le général de division (de réserve) Mickey Edelstein, ancien commandant de la division de Gaza qui a porté sur tous les aspects des combats dans le kibboutz ce jour-là, y compris le tir sur une maison où se trouvaient des otages et dont les résultats sont publiés le 11 juillet 2024.
L'incident le plus grave a été le tir d'un char en direction d'une maison où se trouvaient quatorze otages, dont treize ont été tués sans qu'on sache combien de ces treize personnes ont été victimes de ce tir de char. L’enquête de Tsahal a permis de déterminer que si de nombreux soldats et civils étaient allés dans le kibboutz alors que l’attaque était en cours pour tenter de sauver des habitants, il n’y avait pas de responsable de la contre-attaque. Ce n’est qu’à 18 heures que des effectifs importants des forces israéliennes ont réussi à pénétrer dans le kibboutz.